# Piet Steenbergen
Piet Steenbergen (* 28. November 1928 in Rotterdam; † 22. April 2010 ebenda) war ein niederländischer Fußballspieler.

## Biografie
Steenbergen begann nach dem Ende des Zweiten Weltkrieges 1946 seine Karriere als Fußballspieler bei Feyenoord Rotterdam. 1950 war er neben Arie de Vroet der erste niederländische Fußballspieler, der ins Ausland wechselte und anderthalb Jahre für Le Havre AC spielte. Allerdings kehrte er in der Saison 1952 nach Feyenoord Rotterdam zurück und absolvierte für den Verein als rechter Mittelfeldspieler insgesamt 229 Spiele und schoss dabei 25 Tore.
Er wurde darüber hinaus zwei Mal in die niederländische Fußballnationalmannschaft berufen, und zwar am 16. April 1950 bei einem Freundschaftsspiel gegen Belgien sowie am 1. Mai 1955 gegen Irland. Bei seinem zweiten Einsatz war er auch Mannschaftskapitän.
Nach Beendigung seiner aktiven Spielerlaufbahn blieb er für Feyenoord aktiv und war zunächst vier Jahre deren Jugendtrainer. In dieser Zeit gehörte unter anderem Wim Jansen zur Jugendmannschaft. Danach gehörte er zu den Gründern der Altherrenmannschaft (Oud-Feyenoord), in der ehemalige Spieler der ersten Mannschaft regelmäßig Fußballspiele und -turniere bestreiten. Darüber hinaus war er auch mehrere Jahre Mitglied des Vorstands von Feyenoord Rotterdam.